# Philautus ingeri
Philautus ingeri és una espècie de granota que es troba a Brunei, Malàisia i, possiblement també, a Indonèsia.
Està amenaçada d'extinció per la pèrdua del seu hàbitat natural.